# 谈固站
谈固站是石家庄地铁1号线的地铁车站，位于中华人民共和国河北省石家庄市长安区中山东路与谈固南大街交叉口，于2017年6月26日开通。

## 车站结构
谈固站位于中山东路与谈固南大街交叉口，沿中山西路呈东西向布置，为地下两层岛式站台车站，车站长251.54米，宽21.3米，车站地下一层为站厅层，地下二层为站台层，站台设置全高站台门。车站东侧设有一条存车线。
| 地面              | 出入口 | A、B、C、D出入口                                                                                    |
| 地下一层          | 站厅   | 客服中心、自动售票机、验票机                                                                        |
| 地下二层          | 站台   | \| \| \| █ 1号线往西王（北宋） \| \| 島式 · 開左邊车门 \| \| \| \| \| \| █ 1号线往福泽（朝晖桥） \| |
|                   |        | █ 1号线往西王（北宋）                                                                               |
| 島式 · 開左邊车门 |        | |
|                   |        | █ 1号线往福泽（朝晖桥）                                                                             |

## 车站出口
谈固站共有4个出入口，同时近A出入口设地下连通道通往万达广场长安店，近D出入口设地下连通道通往嘉和广场，各出口及周围设施如下所示：
| 出口编号                             | 照片 | 地点                                 | 可到达目的地                         |
| ------------------------------------ | ---- | ------------------------------------ | ------------------------------------ |
| 出口 · A · 扶手电梯标志              |      | 中山东路（北侧），谈固北大街（东侧） | 万达广场长安店，谈固国瑞城小区       |
| 出口 · B · 升降机标志 · 扶手电梯标志 |      | 中山东路（南侧），谈固南大街（东侧） | 谈固生活广场，石家庄谈固小学中山校区 |
| 出口 · C · 扶手电梯标志              |      | 中山东路（南侧），谈固南大街（西侧） | 荣国花园                             |
| 出口 · D · 扶手电梯标志              |      | 中山东路（北侧），谈固北大街（西侧） | 嘉和广场                             |
| 註： 設有 \| 設有扶手電梯            |      |                                      |                                      |

## 接驳交通

### 公交车
- 谈固东：28路，31路，60路，65路，80路，82路，98路，103路，553路，572路，580路，702路，705路，观光1路，快516路

## 历史
- 2014年11月29日，车站主体结构封顶[3]。
- 2017年6月26日，本站随1号线通车一同开通[1]。
- 2021年1月9日，受新冠疫情影响，车站暂停运营[4]。2月19日，车站恢复运营[5]。
- 2022年8月28日，受新冠疫情影响，车站暂停运营[6]。9月6日，车站恢复运营[7]。